# Jabłówko (województwo kujawsko-pomorskie)
Jabłówko – wieś w Polsce położona w województwie kujawsko-pomorskim, w powiecie żnińskim, w gminie Łabiszyn.
W latach 1975–1998 miejscowość administracyjnie należała do województwa bydgoskiego. Według Narodowego Spisu Powszechnego (III 2011 r.) liczyła 208 mieszkańców. Jest dziesiątą co do wielkości miejscowością gminy Łabiszyn.
Miejscowość jest siedzibą parafii Najświętszej Maryi Panny Różańcowej. W strukturze kościoła rzymskokatolickiego parafia należy do metropolii gnieźnieńskiej, archidiecezji gnieźnieńskiej, dekanatu barcińskiego.